# Batalla de Krivolak
La batalla de Krivolak fue un combate librado durante la Primera Guerra Mundial entre el 21 de octubre y el 22 de noviembre de 1915. Fue una de las primeras batallas del frente macedonio, parte del frente balcánico. El 21 de octubre, unidades búlgaras acometieron las posiciones francesas cerca de la estación de ferrocarril de Strumica, localidad por entonces perteneciente al reino de Serbia, asalto que desencadenó la batalla. La lucha continuó hasta el 22 del mes siguiente, cuando dos divisiones serbias fracasaron en su intento de recobrar Skopie, lo que impidió a los Aliados continuar sus ofensivas y permitió que los franceses se retirasen de la región.
La derrota que la Entente sufrió en Krivolak y la inmediata batalla de Kosturino causaron la retirada de las tropas aliadas de Serbia, lo que permitió a los Imperios Centrales reabrir el ferrocarril de Bagdad. Mientras, los Aliados pudieron reforzar sus defensas en Grecia.

## Antecedentes
El asesinato el 28 de junio de 1914 del heredero al trono austrohúngaro, el archiduque Francisco Fernando de Austria, originó la declaración de guerra del Imperio austrohúngaro a Serbia. Pronto todas las potencias europeas se vieron envueltas en la contienda, que enfrentó a los llamados Imperios Centrales con la Triple Entente en la Primera Guerra Mundial. Tras la entrada en guerra del Imperio otomano en noviembre de 1914 en el bando de los Imperios Centrales, la principal incógnita en los Balcanes era la posición que adoptaría Bulgaria. Esta gozaba de una situación estratégica, en el flanco serbio, y su intervención sería decisiva en la suerte de los combates en la península. Bulgaria y Serbia se habían enfrentado en dos ocasiones en los treinta años anteriores: en la guerra serbo-búlgara de 1885 y e la segunda guerra balcánica de 1913. Bulgaria había salido derrotada en esta última y tanto el pueblo búlgaro en general como su Gobierno consideraban que Serbia se había apropiado ilegítimamente de territorio que les correspondían. Los Aliados apenas podían ofrecer a Bulgaria reducidas tierras por entonces en manos de Serbia y de la neutral Grecia; los Imperios Centrales, por el contrario, podían prometer mucho más: casi todos los territorios deseados por Bulgaria. A esto se unieron las derrotas aliadas tanto en la batalla de Galípoli (librada entre abril de 1915 y enero de 1916) como en Rusia (la Ofensiva de Gorlice-Tarnów, disputada entre mayo y septiembre de 1915), que probaban el poderío de los imperios; como consecuencia, el rey Fernando firmó un tratado de alianza con Alemania y el 21 de septiembre comenzó a movilizar sus fuerzas.
El frente serbio había estado inactivo desde la victoria serbia en la batalla de Kolubara de diciembre de 1914. El 6 de octubre de 1915, el ejército austrohúngaro de los Balcanes, el 11.º Ejército alemán y las flotillas del Danubio y el Sava comenzaron una ofensiva contra Serbia, dirigida por el mariscal de campo alemán August von Mackensen. Pese a la denodada resistencia de las tropas serbias, las unidades austrohúngaras y alemanas lograron cruzar el Sava, el Drina y el Danubio, conquistaron Belgrado, Smederevo, Požarevac y Golubac y establecieron una amplia cabeza de puente en el Sava y el Danubio; las fuerzas serbias tuvieron que replegarse hacia el sur de país. El 15 de octubre, dos ejércitos búlgaros se unieron al ataque, desbarataron las defensas orientales serbias y penetraron en el valle del Morava meridional cerca de Vranje el 22 de octubre. Los búlgaros se apoderaron de Kumanovo, Štip y Skopie, y bloquearon la retirada serbia hacia la frontera griega y Salónica.
Pese a que llevaban un año prometiendo a Serbia enviarle tropas, los Aliados no lo habían hecho. Cuando Bulgaria comenzó a prepararse para entrar en guerra, la situación serbia se tornó desesperada. Los acontecimientos obligaron a franceses y británicos a enviar por fin la ayuda tantas veces prometida, aunque en forma de pequeña expedición compuesta de dos divisiones; incluso esta pequeña fuerza llegó demasiado tarde al puerto griego de Salónica para cambiar el curso de la campaña contra Serbia. La escasez de soldados para el socorro a Serbia se debió a la apurada situación en la que se encontraba el frente occidental, que complicaba el envío de unidades a otros lugares. Para justificar su reticencia en acudir con grandes fuerzas en socorro de su aliado, la Entente alegó la neutralidad de Grecia; en realidad, hubiese podido enviar refuerzos y abastos a los serbios por la costa albanesa durante los catorce primeros meses del conflicto. La intervención de la Entente también se retrasó a causa de las negociaciones secretas con Bulgaria —finalmente fallidas—, que buscaban que esta se uniese a los Aliados, lo que hubiese hecho menos necesario el sostén franco-británico a Serbia para rechazar la invasión de los Imperios Centrales.
La falta de socorro aliado selló la suerte del ejército serbio. Para enfrentarse a él, Von Mackensen contaba con el ejército búlgaro, un ejército alemán y otro austrohúngaro. Alemanes y austrohúngaros comenzaron la nueva ofensiva contra Serbia el 7 de octubre, con un intenso bombardeo que precedió al cruce de los ríos fronterizos. Luego, el día 11, el ejército búlgaro entró en acción, acometiendo a los serbios en dos direcciones: en el norte hacia Niš y en el sur hacia Skopie. Los búlgaros vencieron pronto a las débiles defensas serbias que trataron en vano de cerrarles el paso. El avance búlgaro desbarató las defensas serbias; el grueso del ejército serbio, aún al norte del país, se arriesgaba a quedar cercado y tenía que emprender la retirada o rendirse.
En consecuencia, el mariscal Putnik ordenó la retirada hacia el suroeste, en dirección a Montenegro y Albania. Los serbios tuvieron que arrostrar grandes penalidades en la travesía de Albania: mal tiempo, carreteras infames y la presencia de decenas de miles de civiles que huyeron con las tropas. Tan solo unos ciento veinticinco mil soldados alcanzaron el Adriático y pudieron pasar en transportes italianos a Corfú y otras islas griegas antes de ser destinados nuevamente al frente, a Salónica. Putnik tuvo que ser transportado a lo largo de todo el camino y acabó falleciendo un año más tarde en un hospital francés.

## El combate

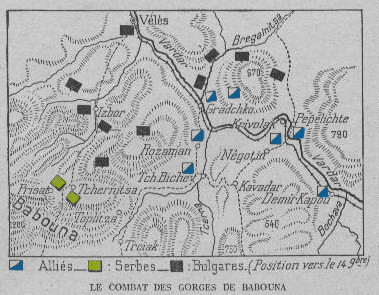
Avance hacia el norte de los Aliados durante la batalla de Krivolak, en noviembre de 1915.

Las divisiones francesas y británicas partieron hacia el norte desde Salónica en octubre de 1915; el mando conjunto lo tenían el general francés Maurice Sarrail y el británico Bryan Mahon. El 15-16 del mes, las divisions francesas 57.ª, 122.ª y 156.ª, a las que acompañaban dos regimientos de Cazadores Africanos y otro de zuavos, alcanzaron las estaciones de Gevgelija y Strumica. El día 20, llegaron a Krivolak, junto al río Vardar, al tiempo que los británicos se apostaban en la zona entre el paso de Kosturino, el Vardar y el lago Doiran, un punto estratégico. Este avance allanó la retirada serbia, ya que obligó a los búlgaros a reforzar su flanco izquierdo para evitar una posible invasión de su territorio por los franco-británicos. Cuando el mando francés se enteró de que los búlgaros habían ocupado el puerto de Babuna —ubicado entre Veles y Bitola—, trató de tomar contacto con un grupo de soldados serbios que se encontraban al noroeste de él.
El 21 de octubre, cuando se dirigía desde Strumica a hacia la estación de ferrocarril homónima con el objetivo de destruir un puente ferroviario, el 14.º Regimiento búlgaro chocó inesperadamente con una unidad francesa. Esta hizo retroceder al regimiento enemigo, se apoderó de Rabrovo, once kilómetros más al este, y tomó el control de casi cincuenta kilómetros de línea férrea, hasta la estación de Demir Kapija. Sin embargo, para el día 24, el 2.º Ejército búlgaro de los generales Gueorgui Todorov y Stefan Bogdanov había conquistado Veles y Kumanovo, aislando al grueso del ejército serbio en retirada de los franceses. El día 27, la 57.ª División francesa había completado el establecimiento de una posición avanzada semicircular en torno a Karahojali, al este del Vardar, que se extendía casi veinticinco kilómetros entre Gradec y Krivolak. El 2 de noviembre, se tendieron dos puentes sobre el Vardar, para hacer más sencillo el abastecimiento de esta posición. Al día siguiente, un destacamento francés repelió el ataque de tres brigadas búlgaras a los puentes. Los franceses diezmaron a los asaltantes, que perdieron tres mil hombres en la fallida acometida por carecer del adiestramiento y la protección adecuados. El mismo día, la 156.ª División conquistó los pueblos de Dorlobos y Kajali.

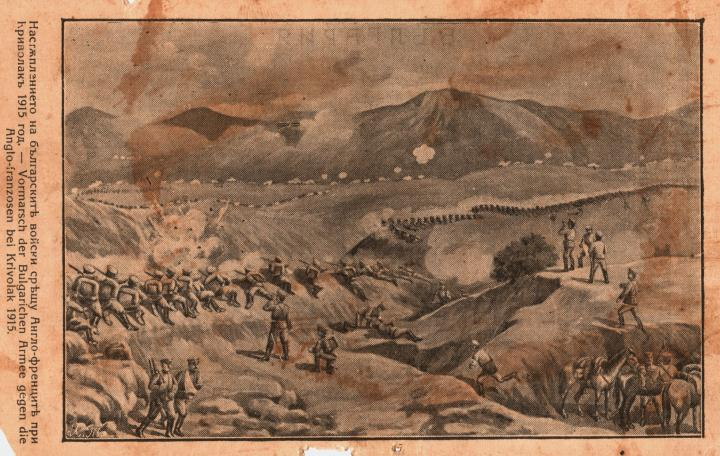
Postal búlgara de la batalla.

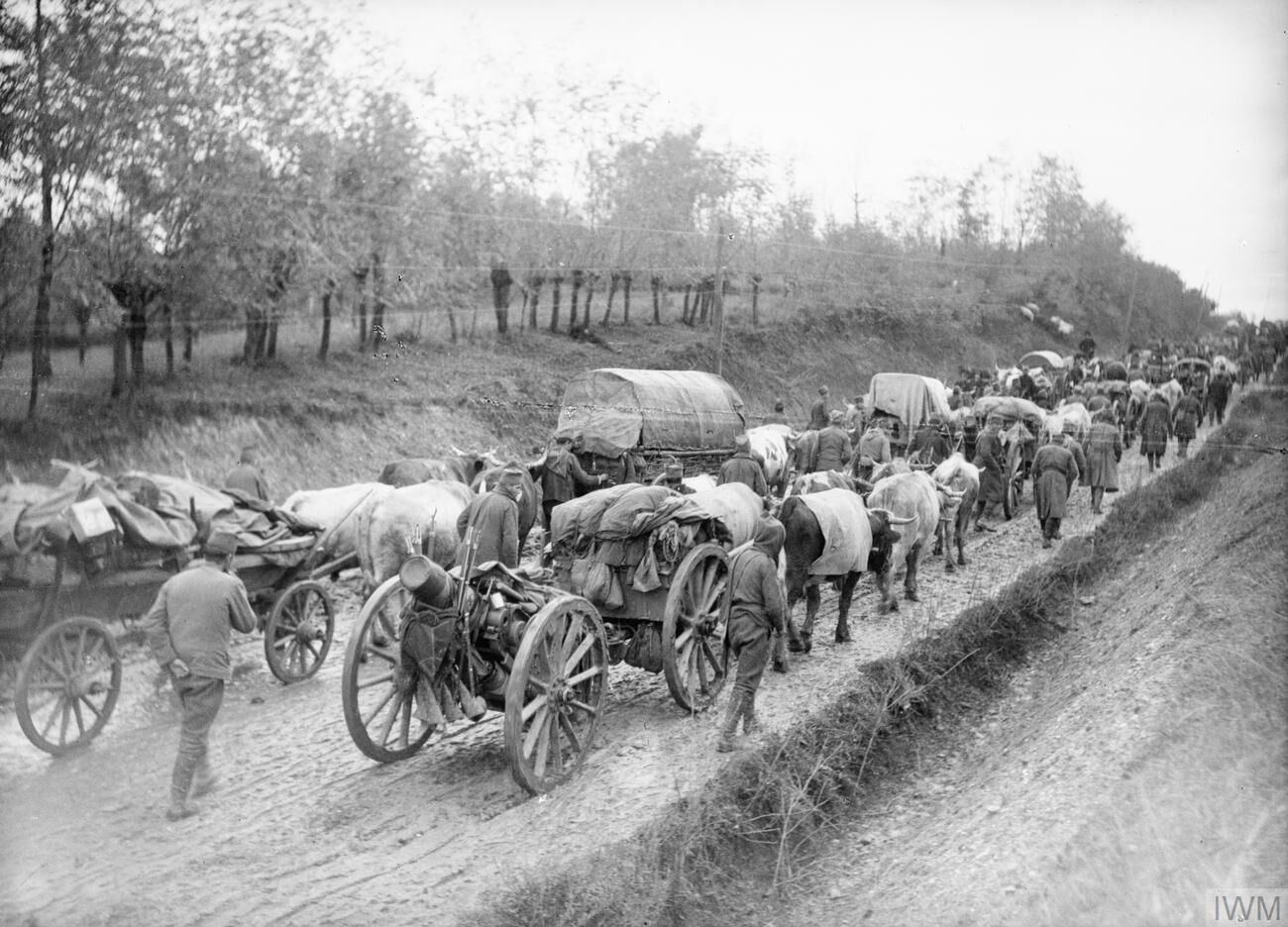
Retirada serbia a finales de octubre de 1915.

Al no poder transportar la artillería por el fragoso terreno, las divisiones 57.ª y 122.ª la abandonaron en Karahojali y continuaron la marcha hacia Veles, con el propósito de atacar la retaguardia búlgara. El 5 de noviembre, Kamen Dol, Debrista y la estación de Gradsko cayeron en poder de los franceses. El avance se detuvo dos días después, cuando los búlgaros repelieron el asalto de las dos divisiones francesas al monasterio del Arcángel, uno de sus puntos fortificados. El día 6, la 156.ª División asaltó el Fortin Bulgare y la colina 526, al sur de Kosturino. El embate resultó infructuoso y el posterior contraataque búlgaro se apoderó de Dorlobos. El día 9, los franceses tomaron Sirkovo y Krusevica. Casi simultáneamente, el mando búlgaro abandonó la persecución de los serbios y se centró en batir a los franceses. La 156.ª División estaba desplegada frente a las montañas de Belasica y cubría el valle del Vardar hasta Gradec. Dos regimientos de la 57.ª División defendían la línea de ferrocarril entre esta población y Karahojali. La 122.ª División y dos regimientos de la 57.ª División controlaban el terreno entre la estación de Gradsko y la cabeza de puente de Vozarci, en la orilla izquierda del Crna; seis regimientos búlgaros se hallaban frente a estas posiciones.
El 10 de noviembre, la carga de la caballería francesa al monasterio del Arcángel chocó con el contraataque búlgaro, casi simultáneo. Los búlgaros retuvieron el dominio del monasterio, pero perdieron Dolno Cicevo y Gorno Cicevo, dos pueblos cercanos; los franceses se apoderaron del segundo la noche del día 11. El 11 los franceses tuvieron más suerte en la nueva acometida al Fortin Bulgare y a la colina 526; tomaron las dos posiciones y obligaron a las baterías búlgaras desplegadas en la carretera Kosturino-Strumica a replegarse. Esa noche el general Charles de Lardemelle, al mando de la 122.ª División, evacuó los dos Cicevos. A la mañana siguiente, el general Stefan Bogdanov ordenó un ataque a Mrzen, Gradsko y los Cicevos, creyendo que todavía estaban en poder del enemigo; a principios de la tarde los búlgaros se adueñaron de Krusevica y Grasko. Más al oeste, los franceses alcanzaron las afueras de Ormanli y Kosturino, pero se detuvieron al conocer que los búlgaros apostados en Belasica habían recibido refuerzos. El 13 una nueva acometida búlgara obtuvo algo de terreno de los flancos del enemigo. El Gobierno francés le ordenó entonces al general Sarrail que pusiese fin a las operaciones y se retirase a Bitola, a causa de la hostilidad de algunos oficiales griegos hacia los Aliados, que podía hacer que se decidiesen a atacar la retaguardia de las fuerzas expedicionarias aliadas.
Como consecuencia, las operaciones cesaron hasta el 20 de noviembre, cuando la 5.ª División búlgara avanzó por la carretera de Prilep-Vozarci y se apoderó de este último. El 22 dos divisiones serbias trataron infructuosamente de conquistar Skopie; el fracaso de esta operación hizo inútil la continuación de las operaciones de la Entente en la Macedonia serbia y precipitó la retirada de las fuerzas francesas de la región. El balance final de pérdidas fue de 5877 bajas en las filas búlgaras y 3161 en las francesas, entre muertos, heridos y desaparecidos.

## Acontecimientos posteriores

Movimientos del 2.º Ejército búlgaro en la campaña de 1915.

Mientras, los británicos solo habían encontrado a pequeñas bandas de desertores búlgaros, que les informaron de la llegada de refuerzos del 2.º Ejército del general Gueorgui Todorov apostado en Strumica. El 26 de noviembre, las unidades francesas que se habían mantenido junto a las británicas en el cañón de Kajali comenzaron a retirarse, lo que dejó sin defensa el flanco izquierdo de la 10.ª División irlandesa. Convencida de que Grecia no intervendría, Bulgaria emprendió entonces un nuevo asalto con ciento veinte batallones, que acometieron a los cincuenta aliados. La mañana del 4 de diciembre, cruzaron el Crna por puentes de pilotes y se adueñaron rápidamente de Bitola.
El mismo día, la artillería búlgara comenzó a bombardear las posiciones británicas en las crestas de Kosturino, operación que continuó sin descanso hasta el día 6, cuando se intensificó. El apogeo se alcanzó hacia las dos y media de la tarde, centrándose en la llamada «posición de Rocky Peak», al sur de Ormanli, que defendían los Connaught Rangers. Media hora más tarde comenzaba la batalla de Kosturino con el avance de algunas tropas búlgaras desde lo alto de la cresta hacia las líneas británicas; los defensores detuvieron su avance a unos cincuenta metros de las alambradas. Los búlgaros tomaron efímeramente Rocky Peak, pero fueron expulsados por los fusileros reales irlandeses tras una lucha cuerpo a cuerpo. Al anochecer los británicos reforzaron Rocky Peak con media compañía y una ametralladora; el 6.º Regimiento de Fusileros de Dublín se envió a Kajali y tres compañías a Hasanli.
A la una de la tarde del día 11, la 11.ª División búlgara conquistó Bogdanci, cortó las líneas telefónicas y se apoderó de un polvorín. Por su parte, los Aliados planeaban apoderarse de la estación de Doiran, cuyas instalaciones les facilitarían la prevista evacuación a Salónica. El 9.º Batallón del Regimiento Real de Lancaster había quedado aislado del resto de unidades y comenzó a retirarse tardíamente, hacia la una menos cuarto de la tarde del día 12. Una hora más tarde chocó inopinadamente con un batallón de búlgaros, a los que había confundido con tropas aliadas que descansaban. La carga a la bayoneta de los búlgaros concluyó con ciento veintidós bajas británicas, entre muertos y cautivos. Para el anochecer había concluido el repliegue aliado a territorio griego; las divisiones 10.ª (irlandesa), 57.ª, 122.ª y 156.ª (francesas) habían abandonado la Macedonia serbia. Los guardafronteras griegos prometieron a los Aliados que impedirían que los búlgaros también cruzasen la frontera. Un espía aliado, sin embargo, confirmó que los búlgaros no pensaban hacerlo y se detendrían a dos kilómetros de ella para evitar incidentes.

## Consecuencias

### Análisis
Los combates concluyeron con una clara pero incompleta victoria de los Imperios Centrales. Estos pudieron reabrir el ferrocarril de Bagdad, lo que permitió a Alemania socorrer al Imperio otomano. Pese a la derrota, los Aliados lograron poner a salvo a parte del ejército serbio; este, aunque muy castigado por las operaciones, menguado en efectivos y casi inerme, sobrevivió y, tras un proceso de reorganización, pudo volver a participar en los combates seis meses después. La Entente, empleando como justificación la necesidad de tratar de salvar a las fuerzas serbias, logró establecer un frente defendible en Macedonia (aunque a costa de infringir la neutralidad griega); este frente, que sustituyó al indefendible frente serbio, resultó crucial en la victoria final de la Entente, alcanzada en 1918. En 1915, no obstante, los Aliados se centraron en fortificar sus posiciones para defenderse de la esperada invasión búlgara, que debía incluir el asalto a Salónica.

### Pérdidas
La batalla de Kosturino y la posterior retirada aliada se saldó con 1209 bajas británicas —99 muertos, 386 heridos y 724 desaparecidos— y la pérdida de diez cañones. Las bajas francesas fueron de 1804 hombres, entre muertos, heridos y desaparecidos; los franceses perdieron asimismo doce ametralladoras y treinta y seis vagones de munición. Las bajas búlgaras se calcula que fueron muy superiores a las de los Aliados: al menos cuatrocientos búlgaros fallecieron el 9 de diciembre.

### Siguientes operaciones
Tras la derrota aliada en la batalla de Sari Bair en los Dardanelos, el frente de Galípoli se estancó. La victoria otomana comenzó a afectar a la opinión pública británica y algunos periodistas como Keith Murdoch y Ellis Ashmead-Bartlett comenzaron a publicar críticas al mando de Hamilton. La actuación del general Stopford también contribuyó a agudizar el desánimo. El 11 de octubre de 1915 se sugirió el abandono de la operación, pero Hamilton se opuso a ello por el baldón que supondría para el prestigio británico. Sin embargo, se lo relevó del mando poco después, que pasó al teniente general sir Charles Monro. Si bien el otoño y el invierno acabaron con el calor que había atormentado a la tropa, trajeron vientos, cellisca, lluvias e inundaciones que causaron la pérdida de vidas por ahogamiento y congelación; miles de soldados sufrieron hipotermia. Tras consultar con los jefes del VIII Cuerpo desplegado en Helles, el IX de Suvla, y el ANZAC, Kitchener acordó con Monro y el Gobierno abordar la evacuación de las posiciones de los Dardanelos a principios de diciembre.
Suvla y las posiciones del ANZAC se abandonaron a finales de mes; las últimas tropas lo hicieron la madrugada del día 20. La retirada, cubierta en ocasiones con ingeniosas tretas para ocultarla, había comenzado el día 7. En la cala Anzac, los soldados se mantuvieron en silencio durante más de una hora para atraer a los otomanos a sus posiciones y poder atacarlos. Por fin, las últimas tropas británicas abandonaron Lancashire Landing en torno a las 4:00 del 8 de enero de 1916. El Regimiento de Terranova cubrió la retaguardia y dejó Galípoli al día siguiente.